# Bojan Djordjic
Bojan Djordjic (født 6. februar 1982 i Beograd, Serbien, SFR Jugoslavien) er en svensk tidligere fodboldspiller af serbisk afstamning. Han spillede gennem karrieren for blandt andet engelske Manchester United og Sheffield Wednesday, danske AGF og AIK Stockholm i hjemlandet.